# 于沃讷河
于沃讷河（法語：Huveaune，法語發音：[yvon]）是法国普罗旺斯-阿尔卑斯-蓝色海岸大区瓦尔省与罗讷河口省的河流，长48.5千米。其流域面积为 502 平方公里